# هاري ديفيس (كرة سلة)
هاري ديفيس (بالإنجليزية: Harry Davis)‏ مواليد 27 يناير 1956 في كليفلاند، هو لاعب كرة سلة أمريكي معتزل. بدأ مسيرته الاحترافية في سنة 1978. تم اختياره من قبل فريق كليفلاند كافالييرز خلال الدرافت. يبلغ طوله 6 قدم 7 بوصة (2.0 م). اعتزل اللعب في 1985.

## المسيرة الاحترافية
لعب مع كليفلاند كافالييرز في موسم 1978–1979، ثم لعب مع سان أنطونيو سبرز في سنة 1980، ثم لعب مع باسكت سرقسطة 2002 في الدوري الإسباني في موسم 1983–1984.

## روابط خارجية
- هاري ديفيس على موقع إن بي أي (الإنجليزية)
- هاري ديفيس على موقع سبورتس رفرنس (الإنجليزية)
- هاري ديفيس على موقع الدوري الإسباني لكرة السلة (الإسبانية)
- هاري ديفيس على موقع كلية كرة السلة في سبورتس رفرنس.كوم (الإنجليزية)
- هاري ديفيس على موقع ريلجم (الإنجليزية)
- هاري ديفيس على موقع بروبوليرز (الإنجليزية)
- هاري ديفيس على موقع سبورتس رفرنس (الإنجليزية)